# Henry Hernández (salwadorski piłkarz)
Henry Edimar Hernández Cruz (ur. 4 stycznia 1985 w San Salvador) – salwadorski piłkarz występujący na pozycji bramkarza, reprezentant Salwadoru.